# Chalcothore montgomeryi
Genre
Espèce
Synonymes
- Euthore montgomeryi Rācenis, 1968 - protonyme[1]

Statut de conservation UICN

 LC  : Préoccupation mineure
Chalcothore montgomeryi est une espèce d'odonates du sous-ordre des Zygoptera (demoiselles) et de la famille des Polythoridae. C'est la seule espèce du  genre Chalcothore (monotypique).

## Répartition et habitat
Chalcothore montgomeryi se rencontre au Venezuela. Cette espèce fréquente les petites rivières et ruisseaux forestiers. La larve vit sous les pierres, dans les portions à débit plus rapide.

## Publication originale
- Genre Chalcothore : 
  - (en) J. De Marmels, « Generic characters of Chalcothore De Marmels, 1985, with notes on the male of C. montgomeryi (Racenis, 1968) and a description of the larva (Zygoptera: Polythoridae) », Odonatologica, Societas Internationalis Odonatologica (d), vol. 17, no 4,‎ 1988, p. 379-384 (ISSN 0375-0183, 0375-0183 et 2751-0875, lire en ligne).
- Espèce Chalcothore montgomeryi : 
  - (es) Jānis Rācenis, « Odonatos de la region de Auyantepui y de la Sierra de Lema, en la Guayana Venezolana », Memorias de la Sociedad de Ciencias Naturales "La Salle", vol. 28, no 80,‎ 1968, p. 151-176.